# Деташемент
Деташемент (фр. détachement «отряд, подразделение») — временное формирование войск и сил, выделяемое из состава более крупного формирования для выполнения специальной задачи, отделение части флота (отряда), эскадры и тому подобное для выполнения особых задач или самостоятельных операций.
В литературе также встречается — деташамент.

… . А егда бывает малые деташементы командрованные из полков, либо чинити какой поиск, или наряжены бывают для конвоя, и к таким штандартов, знамён и пушек не даётся.— Глава шестая «Устава воинского», изданного Петром Великим, 30 марта 1716 года.
С понятием деташемент связывается обыкновенно то обстоятельство, что в выделенном отряде представлены различные рода войск и сил. В качестве одного из примеров можно указать на деташемент генерала Г. К. Г. Тотлебена, штурмовавшего в октябре 1760 года Берлин: его корпус состоял как из кавалеристов (казаки, гусары, конные гренадеры), так и пехотинцев (гренадеры) и отряда полевой артиллерии. Термин «деташемент» особенно активно употреблялся в русской литературе XVIII века.
В современном английском языке «detachment» имеет много значений, так в военном деле слово может означать:
- командирование, откомандирование, отправка (отряда войск или кораблей со специальным заданием);
- отряд войск или кораблей (отправленных на специальное задание);
- орудийный, миномётный расчёт.

В других делах слово имеет иное значение (См. ниже викисловарь).